# Van der Linde (Winschoten)
Schaakclub Van der Linde is een Nederlandse schaakvereniging in de provincie Groningen. De club werd in 1874 opgericht en daarna nog twee keer heropgericht.

## Geschiedenis
De schaakvereniging werd - naamloos - op 4 oktober 1874 door de huisarts Theunes Tresling en M.L. Dikema, rector van het Winschoter gymnasium, opgericht. De club zou de eerste decennia zijn thuisbasis hebben in De Harmonie, waar toendertijd veel van de culturele activiteiten in Winschoten gehouden werden.
De vereniging kreeg pas een jaar na oprichting zijn naam, nadat Antonius van der Linde bevestigend had geantwoord op de vraag of de vereniging zijn naam mocht dragen en dat hij daarmee tevens erelid en beschermheer zou zijn. De keuze voor Van der Linde was frappant en een duidelijk teken van verzet tegen het behoudende bestuur van de Nederlandsche Schaakbond, waar Antonius van der Linde flink mee in de clinch zat. De vereniging was in meerdere opzichten progressief. Zo was het met de opname van de wetsbepaling dat dames gewoon, buitengewoon en erelid kunnen worden in 1880 de eerste Nederlandse schaakvereniging die officieel en zonder beperkingen vrouwen tot het spel toeliet.
De progressiviteit van de vereniging was echter ook de bron van interne conflicten.
Rond 1885 was er een leegloop van leden die de nieuwe vereniging Van 't Kruijs, mogelijk vernoemd naar Maarten van 't Kruijs, oprichtten. Tussen deze leden zaten zeer sterke schakers zoals Jan Tresling, die de eerste prijs van de nationale wedstrijd van 1898 won, en Levi Benima, die van 1880 tot 1888 elk jaar in de prijzen viel van de nationale wedstrijd.
De conflicten en uitval van Van der Linde was dermate, dat de vereniging in 1889 heropgericht moest worden. Kort na de eeuwwisseling van het toneel verdween, alvorens het in 1929 voor de tweede keer heropgericht werd.
Hoewel het in 1974 dus officieel 45 jaar bestond, vierde de vereniging toch zijn 100-jarige bestaan, hierbij dus verwijzend naar de oorspronkelijke oprichtingsdatum in 1874. Voor de gelegenheid werden in De Klinker, toentertijd het nieuwe clubhuis van de vereniging, schaaksimultaan-seances gegeven door Jan Hein Donner en Berry Withuis.
Ook het zogenaamde 140-jarige bestaan in 2014 werd groots gevierd.

## Clubblad
Van der Linde had een clubblad dat in de eerste jaren werd gestencild. Op de omslag van de oudste nummers is een afbeelding te zien waarin de Winschoter stadstoren d'Olle Witte met het schaakbord verweven is. Het clubblad dat vanaf de jaren 1980 werd uitgegeven werd Schaakwereld gedoopt, in navolging van Antonius van der Lindes gelijknamige tijdschrift uit de voorgaande eeuw, dat overigens met de uitgave van een enkele nummer maar kort bestaan heeft.

## Bekende (oud-) leden en ereleden
- Antonius van der Linde, beschermheer, erelid (1875-1897)
- Jan Tresling, oud-lid (?-1885)
- Levi Benima, oud-lid (?-1885)